# Pitmoaga
Pitmoaga est un village du département et la commune rurale de Kokologho (ou Kokologo), situé dans la province du Boulkiemdé et la région du Centre-Ouest au Burkina Faso.

## Géographie

### Démographie
- En 2003 le village comptait 6 112 habitants estimés[2].
- En 2006 le village comptait 3 634 habitants recensés[1].

## Santé et éducation
Le village accueille un centre de santé et de protection sociale (CSPS).
Le village possède deux écoles primaires publiques (filles et garçons).